# ساكن الحرج أبسولون
ساكن الحرج أبسولون (الاسم العلمي: Bebearia absolon)، نوع من الفراشات التي تتبع جنس ساكن الحرج وفصيلة الحورائيات . يضم نويعان. يوجد في غينيا وسيراليون وليبيريا وساحل العاج وغانا ونيجيريا والكاميرون وغابون وجمهورية الكونغو وجمهورية أفريقيا الوسطى وجمهورية الكونغو الديمقراطية وأوغندا وتنزانيا. تألف الغابات.